# Bacanius globulinus
Bacanius globulinus är en skalbaggsart som beskrevs av Thomas Casey 1893. Bacanius globulinus ingår i släktet Bacanius och familjen stumpbaggar. Inga underarter finns listade i Catalogue of Life.